# P. I. T. – Peter-Illmann-Treff
P. I. T. – Peter Illmann Treff war eine Musikshow, die von 1985 bis 1990 im ZDF ausgestrahlt wurde. Moderator und Namensgeber war Peter Illmann, der zuvor durch die Moderation der ARD-Musikvideosendung Formel Eins Bekanntheit erlangte. Die Titelmusik war Sultana von Taracco. Sendestart war am 2. Januar 1985, die letzte Folge lief am 29. Dezember 1990.
Die ersten Folgen entstanden in einem Münchener Fernsehstudio und fanden einmal im Monat, am Mittwoch um 19.30 Uhr, den Weg auf den Bildschirm. Ab Januar 1986 kam P.I.T. meist als Liveübertragung aus deutschen Großraumdiskotheken. Ab 1987 bekam die 45-minütige Show einen Sendeplatz am späten Samstagabend.
Neben Playback-Auftritten meist aktueller Künstler wurden Videoclips gezeigt. Außerdem gab es diverse Interaktionen mit dem Saalpublikum, später auch Telefonaktionen mit Fernsehzuschauern. Zu den internationalen Gaststars gehörten u. a. Frankie Goes to Hollywood, Depeche Mode, Mike Oldfield, Whitney Houston, Gianna Nannini, Eurythmics, Pink Floyd, Bee Gees, Sting, Madness, Tina Turner, Vanessa Paradis, Falco, Opus und die Erste Allgemeine Verunsicherung.